# تنميط التعبير الجيني
في مجال البيولوجيا الجزيئية، يعد تنميط التعبير الجيني هو قياس نشاط (التعبير) لآلاف الجينات في وقت واحد، لتكوين صورة عامة للوظيفة الخلوية. على سبيل المثال يمكن لهذه الملامح التمييز بين الخلايا التي تنقسم بنشاط، أو إظهار كيفية تفاعل الخلايا مع علاج معين. العديد من التجارب من هذا النوع تقيس الجينوم بأكمله في وقت واحد، أي كل جين موجود في خلية معينة.
يمكن استخدام العديد من تقنيات النسخ لتوليد البيانات اللازمة للتحليل. المصفوفات الدقيقة للحمض النووي تقيس النشاط النسبي للجينات المستهدفة المحددة مسبقًا. توفر التقنيات القائمة على التسلسل -كـ RNA-Seq مثلًا- معلومات عن تسلسل الجينات بالإضافة إلى نمط تعبيرها.

## الخلفية
يعد التنميط التعبيري الخطوة المنطقية التالية بعد تسلسل الجينوم: يخبرنا التسلسل ما يمكن أن تفعله الخلية، بينما يخبرنا ملف تنميط التعبير ما تكون فعالة به في وقت معين. تحتوي الجينات على التعليمات الخاصة بتكوين الرنا المرسال (mRNA)، ولكن في أي لحظة تصنع كل خلية mRNA من جزء صغير فقط من الجينات التي تحملها. إذا استخدم الجين لإنتاج الرنا المرسال، فإنه يعد قيد التشغيل، وإلا يعد متوقف. تحدد العديد من العوامل ما إذا كان الجين يعمل أم لا، مثل الوقت من اليوم، وما إذا كانت الخلية تنقسم بنشاط أم لا، وبيئتها المحلية، والإشارات الكيميائية من الخلايا الأخرى. على سبيل المثال، تعمل خلايا الجلد وخلايا الكبد والخلايا العصبية على (التعبير) عن جينات مختلفة نوعًا ما وهذا إلى حد كبير ما يجعلها مختلفة. لذلك، يسمح ملف تعريف التعبير للفرد باستنتاج نوع الخلية وحالتها وبيئتها وما إلى ذلك.
غالبًا ما تتضمن تجارب تحديد أنماط التعبير قياس المقدار النسبي من الرنا المرسال المعبر عنه في حالتين تجريبيتين أو أكثر. وذلك لأن المستويات المتغيرة لتسلسل معين من الرنا المرسال تشير إلى الحاجة المتغيرة للبروتين المشفر بواسطة الرنا المرسال، ما قد يشير إلى استجابة متجانسة أو حالة مرضية. على سبيل المثال، تشير المستويات الأعلى من ترميز mRNA لنزع الهيدروجين الكحولي إلى أن الخلايا أو الأنسجة قيد الدراسة تستجيب لمستويات متزايدة من الإيثانول في بيئتها. وبالمثل، إذا عبّرت خلايا سرطان الثدي عن مستويات أعلى من الرنا المرسال المرتبط بمستقبل عبر غشاء معين مقارنة بالخلايا الطبيعية، فقد يكون لهذا المستقبل دور في الإصابة بسرطان الثدي. قد يمنع الدواء الذي يتعارض مع هذا المستقبل سرطان الثدي أو يعالج. عند تطوير دواء، يمكن للمرء إجراء تجارب لتحديد سمات التعبير الجيني للمساعدة في تقييم سمية الدواء، ربما من خلال البحث عن المستويات المتغيرة في التعبير عن جينات السيتوكروم P450، والتي قد تكون علامة بيولوجية على استقلاب الدواء. قد يصبح تحديد ملامح التعبير الجيني اختبارًا تشخيصيًا مهمًا.

## مقارنة البروتينات (البروتيوميات)
يحتوي الجينوم البشري على ما يقرب من 25000 جين يعمل في تناسق لإنتاج 1,000,000 بروتين مميز. هذا بسبب التضفير البديل، وأيضًا لأن الخلايا تُجري تغييرات مهمة على البروتينات من خلال التعديل اللاحق للترجمة بعد إنشائها لأول مرة، لذا فإن الجين المعين يعمل كأساس للعديد من الإصدارات الممكنة من بروتين معين. في أي حال، يمكن لتجربة قياس طيف الكتلة الواحدة تحديد حوالي 2000 بروتين أو 0.2% من الإجمالي. في حين أن معرفة البروتينات الدقيقة التي تصنعها الخلية (البروتينات) أكثر صلة من معرفة مقدار الحمض النووي الريبي المرسال الذي يتكون من كل جين، فإن تحديد ملامح التعبير الجيني يوفر أكثر صورة عالمية ممكنة في تجربة واحدة. ومع ذلك، فإن منهجية البروتينات آخذة في التحسن. في الأنواع الأخرى، مثل الخميرة، من الممكن تحديد أكثر من 4000 بروتين فيما يزيد قليلًا عن ساعة واحدة.